# Capolinea (Aton's)
Capolinea è il sesto ed ultimo album degli Aton's, gruppo di Rock progressivo italiano. L'album è postumo poiché gli Aton's si erano già sciolti nel 1999.

## Tracce
1. Introduzione - Star -
2. La Fanciulla e l'Albero -
3. Oltre me -
4. All'ingresso -
5. Il Fratello -
6. Capolinea -
7. Come me -
8. Sonata -
9. Sempre solo -